# رادنی کرول
رادنی کرول (انگلیسی: Rodney Crowell؛ زادهٔ ۷ اوت ۱۹۵۰) یک موسیقی‌دان اهل ایالات متحده آمریکا است. وی از سال ۱۹۷۲ میلادی تاکنون مشغول فعالیت بوده‌است.